# Gronovia longiflora
Gronovia longiflora là một loài thực vật có hoa trong họ Loasaceae. Loài này được Rose mô tả khoa học đầu tiên năm 1899.